# Artur Olchowy
Artur Olchowy – polski pisarz, publicysta i mazuroznawca. Organizator wydarzeń kulturalnych związanych przede wszystkim z literaturą (głównie fantastyczną) i popkulturą, w tym z komiksem, grami planszowymi i RPG. Od 2013 r. pisze i publikuje beletrystykę, publicystykę, artykuły branżowe. Przewodnik turystyczny po Mazurach. W latach 2000–2003 studiował teologię w Chrześcijańskiej Akademii Teologicznej w Warszawie.

## Publikacje
- Pater Familias w Gruzy. Antologia postapo, Planeta Czytelnika, 2023
- Elegia dla miasta w Fantazje Zielonogórskie XII, 2022
- Zilcarz w Fantazje Zielonogórskie X, 2020
- Pięciolatki w KONwersacje – zbiór artykułów dla organizatorów imprez fanowskich, Grupa Wydawnicza ALPAKA, 2019
- Pogoń w Fantom – fantastyczny dwumiesięcznik, Skarpa Warszawska sp. z o.o., 2018
- Pierwszy kontakt: nawiązanie współpracy z partnerami instytucjonalnymi w KONteksty – zbiór artykułów dla organizatorów imprez fanowskich, Centrum Kultury ZAMEK, 2018
- Czarownica znad Kałuży, Genius Creations, 2017, ISBN 9788379951031
- Panu Bogu świeczkę, a diabłu dwie w Smokopolitan nr 8, Fundacja "Historia Vita", 2017
- Kryzys wyprowadzić w KONcepcje – zbiór artykułów dla organizatorów imprez fanowskich, Centrum Kultury ZAMEK, 2017
- Meloman w City 3 – antologia polskich opowiadań grozy, Wydawnictwo FORMA, 2016
- Sklepik z pamiątkami w Bizarro dla zaawansowanych, Niedobre Literki, 2016
- Horda w Szczury Wrocławia, Insignis, 2015
- Banalnie proste zadanie w Wolsung – antologia, t. 2, Wydawnictwo van der Book, 2015
- Zrób to sam w Księga wampirów, Wydawnictwo Studio Truso, 2014
- 13 drabbli w Po 100 słowie. Szortal Fiction 2, Wydawnictwo Solaris, 2014

## Nagrody i wyróżnienia
- 2022 Wyróżnienie w konkursie literackim Fantazje Zielonogórskie XII, Zielonogórski Klub Fantastyki Ad Astra. Wyróżnienie w konkursie na opowiadanie fantastyczne z motywem przewodnim "wojna".
- 2018 Wyróżnienie za działalność wolontaryjną. Wyróżnienie przyznane przez Burmistrza Dzielnicy Wola m.st. Warszawy za zaangażowanie wolontarystyczne prowadzone w Filii Biblioteki Publicznej w Dzielnicy Wola nr 14.
- 2018 Nominacja do Nagrody Fandomu Polskiego im. Janusza A. Zajdla za rok 2017, za powieść Czarownica znad Kałuży. Związek Stowarzyszeń „Fandom Polski”